# XXx: State of the Union
De film xXx: State of the Union (buiten de Verenigde Staten en Canada uitgebracht onder de naam xXx: The Next Level) is een Amerikaanse productie uit 2005, geregisseerd door Lee Tamahori. De actie- en avonturenfilm is een vervolg op XXX uit 2002 (uitgesproken als "triple X"). De hoofdrollen zijn voor Ice Cube, Willem Dafoe, Samuel L. Jackson en Scott Speedman.

## Verhaal
Nadat de oorspronkelijke XXX superspion Xander Cage (Vin Diesel) in Bora Bora van zijn vakantie genoot, wordt de gevangengenomen en voormalige Navy SEAL Darius Stone (Ice Cube) door Agent Augustus Gibbons (Samuel L. Jackson) benoemd tot de nieuwe XXX. Samen met zijn nieuwe agent reist Gibbons naar Washington D.C. waar ze erachter komen dat het Amerikaanse leger de regering omver wil werpen en zal proberen de president te vermoorden. Dit leger wordt geleid door het Ministerie van Defensie en voormalig viersterrengeneraal George Deckert, Stones voormalige commando-officier (Willem Dafoe), waar hij eerder al muiterij tegen leidde.

## Rolverdeling
| Acteur            | Personage              |
| ----------------- | ---------------------- |
| Hoofdrollen       |                        |
| Ice Cube          | Darius Stone: XXX      |
| Willem Dafoe      | George Deckert         |
| Samuel L. Jackson | Agent Augustus Gibbons |
| Scott Speedman    | Agent Kyle Steele      |
| Bijrollen         |                        |
| Xzibit            | Zeke                   |
| Michael Roof      | Agent Toby Lee Shavers |
| Nona Gaye         | Lola Jackson           |
| Sunny Mabrey      | Charlie                |
| Peter Strauss     | President Sanford      |

## Nominaties
De film werd in 2005 één keer genomineerd. Het ontving een nominatie voor de "Teen Choice Award" voor de "keuze van een rapartiest in een film" die betrekking had op Ice Cube.

## Achtergrond
- Vin Diesel en Rob Cohen, respectievelijk de hoofdrolspeler en regisseur van de eerste film, hadden ook ingetekend voor het tweede deel. Vin Diesel liet uiteindelijk verstek gaan vanwege de opnames van The Pacifier. Cohen werd wel uitvoerend producent.
- Er waren twee scripts gemaakt voor de film, waarvan dat van Simon Kinberg werd gebruikt. Het andere script beschreef een totaal verschillend verhaal, mogelijk om als basis te dienen voor nog een vervolg.

## Trivia
- Gedurende de ontsnappingsscène uit de gevangenis is er een morsecode te horen door de muziek. De code is "XXX 1" of "-..- -..- -..- .----", terwijl dit eigenlijk de tweede film in de serie is.
- Wanneer er foto's van Darius Stone als kind worden getoond, verschijnt er een shot van Ice Cubes personage in de film Boyz n the Hood.
- Samuel L. Jackson en Sunny Mabrey zijn later samen te zien in de avonturenfilm Snakes on a Plane.